# Medicina indiana

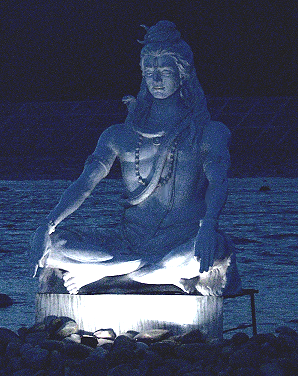
Il dio Shiva, creatore e distruttore, origine delle infermità e della cura

La medicina indiana vive tre fasi distinte: è prima magica, poi sacerdotale per diventare poi dominio di pratici esperti.
Tremila anni prima di Cristo, nella valle dell'Indo, a sud dell'Asia, nel continente indiano sorse una società urbana con alcune similitudini con la civiltà sumera della città stato. Come avvenne tra i sumeri, anche nella cultura dell'Indo fu sviluppato un sistema di scrittura, che permise di perpetuare ed aumentare le conoscenze, generazione dopo generazione.
Circa 1500 anni prima di Cristo cominciarono ad essere redatti i Veda, testi sacri nei quali si compendia la sapienza induista. Nell'Ayurveda si compilò il sistema vedico della medicina nato 1500 anni prima, che vedeva la salute come l'armonia all'interno del corpo, della mente e dello spirito.
I due testi più famosi di questo sistema, appartennero alla scuola di Charaka e Sushruta. Secondo la Charaka, né la salute, né la malattia sono predeterminate, e la vita può essere allungata con poco sforzo.
D'altra parte la Sushruta comprende la medicina come l'unione di tecniche utili per curare le malattie, proteggere la salute ed allungare la vita.
L'Ayurveda comprende otto discipline differenti:
- kayachikitsa (medicina interna),
- shalyachikitsa (chirurgia e anatomia),
- shalakyachikitsa (otorinolaringoiatria),
- kaumarabhritya (pediatria),
- bhutavidya (psichiatria),
- agada tantra (tossicologia),
- rasayana (scienza del ringiovanimento),
- vajikarana (scienza della fertilità).

Prima di apprendere le suddette otto discipline, l'Ayurveda esigeva il riconoscimento delle 10 arti indispensabili per la preparazione e la applicazione delle medicine, ovvero: 
- distillazione,
- abilità operative,
- cucina,
- orticultura,
- metallurgia,
- manifattura dello zucchero,
- farmacia,
- analisi e separazione dei metalli,
- composizione dei metalli,
- preparazione degli alcale.

Determinate conoscenze venivano impartite durante l'istruzione nelle materie cliniche più importanti. Per esempio l'insegnamento di anatomia era parte di quello di chirurgia, l'apprendimento dell'embriologia era parte di quello di pediatria ed ostetricia, e la conoscenza della fisiologiae della patologia era parte delle materie cliniche.
Alla fine della iniziazione il guru si rivolgeva in modo solenne ai suoi studenti per incamminarli in una vita di castità, onestà e vegetarianismo. Si sperava dallo studioso che si sarebbe dedicato nel corpo e nell'anima ai malati, che non avrebbe utilizzato alcun paziente a proprio beneficio, che si sarebbe vestito in modo modesto e che avrebbe evitato di darsi al bere, che avrebbe avuto autocontrollo e moderazione nelle parole, e che costantemente si sarebbe sforzato di migliorare le sue conoscenze e le sue abilità tecniche, che sarebbe stato amabile e modesto in casa dell'infermo, prestando massima attenzione al paziente, che non avrebbe diffuso dati sul paziente e la sua famiglia, prestando massima dedizione al paziente. Questi precetti sono molto simili a quelli del Giuramento di Ippocrate.
Si stima che la durata della formazione fosse di circa 7 anni.
Prima della laurea lo studente doveva superare un esame. Anche così il medico non doveva interrompere di formarsi con i testi, le osservazioni dirette (pratyaksha) e la inferenza (anumana).
Inoltre i vaidyas effettuavano riunioni periodiche dove ognuno scambiava le proprie esperienze. Tutto questo senza sottovalutare altri rimedi atipici come quelli che provenivano dal popolo delle montagne e foreste, o pastori. 
La conoscenza segue il modello cosmico-religioso unificante caratteristico di questa cultura: 360 ossa sono descritte come i giorni dell'anno, e come le pietre che dovrebbero stare sull'altare del sacrificio. Tutto è stato collegato e interconnesso, come nella medicina tradizionale cinese. Venivano anche individuati una serie di elementi che componevano l'universo equilibrato (cinque mahabhuta: luce, vento, fuoco, acqua e terra). Esistono parallelismi anche con l'Ovest: ad esempio la condivisione con la medicina greca della teoria degli umori, o Dosha: il vento conformava il prâna, o alito di vita; il fuoco la bile (Pitta); e l"acqua costituiva il muco (Kapha). Le varie combinazioni tra di essi hanno dato origine ai vari tessuti e fluidi del corpo umano e le alterazioni del suo naturale equilibrio hanno dato luogo alla teoria del tridosha (i tre umori) della malattia
La teoria ha una costruzione sistematica, dove ogni concetto patologico ha il suo posto; le patologie sono considerate essenzialmente umorali: la malattia è praticamente un rapporto anormale fra i tre elementi vento, bile e flemma. L'arte della prognosi è molto evoluta e le prescrizioni hanno come base la dietetica con l'uso di cereali e leguminose; fondamentali sono le regole igieniche severissime: dai lavacri dopo il pasto, alle norme igieniche per la donna, alla cremazione dei morti. La chirurgia è molto evoluta, come d'altronde gli esercizi spirituali e l'attività fisica (yoga).
I libri medici indiani sono enciclopedie preziose e tutto il sapere medico antico è fedelmente conservato: Sushruta è un testo considerato già antico del V secolo ed è tuttora studiato.